# 덴마크 국립은행
덴마크 국립은행(덴마크어: Danmarks Nationalbank 단마르크스 나티오날방크[*])은 덴마크의 중앙은행으로 덴마크 크로네의 동전과 지폐를 발행한다. 본점은 코펜하겐에 있다. 덴마크 국립은행은 유럽 중앙은행 체제의 회원으로 활동하고 있다.
1818년 덴마크의 국왕 프레데리크 6세에 의해 설립된 뒤부터 90년 동안 통화 발행 독점권을 누렸다. 통화 발행 독점권은 1907년부터 1938년까지 연장되었으며 1914년에는 덴마크 정부로부터 덴마크 유일의 국립은행으로 공인받았다. 1936년을 기해 완전히 독립된 기관으로서 존립하게 됐다.
본래의 건물은 아르네 자콥슨이 한스 디싱과 오토 웨틀링과 합작하여 지었다. 자콥슨이 죽자 그의 사무실과 두 사람이 합작하여 건물을 완공했다. 덴마크 국립은행은 안정적인 덴마크 크로네 화폐를 독립적이고 신뢰할 수 있도록 유지하는 데 최우선적인 목표를 둔다.
은행 이사회는 통화 정책에 전권을 갖고 있으며 3명으로 구성된다. 회장은 왕실에서 공식 임명되며 다른 두 담당관은 이사회 구성원에 의해 임명된다. 덴마크 정보의 국채 처결에 관련해 모든 노력을 기울이며 덴마크 재무부와 긴밀한 협조를 한다.

## 사진

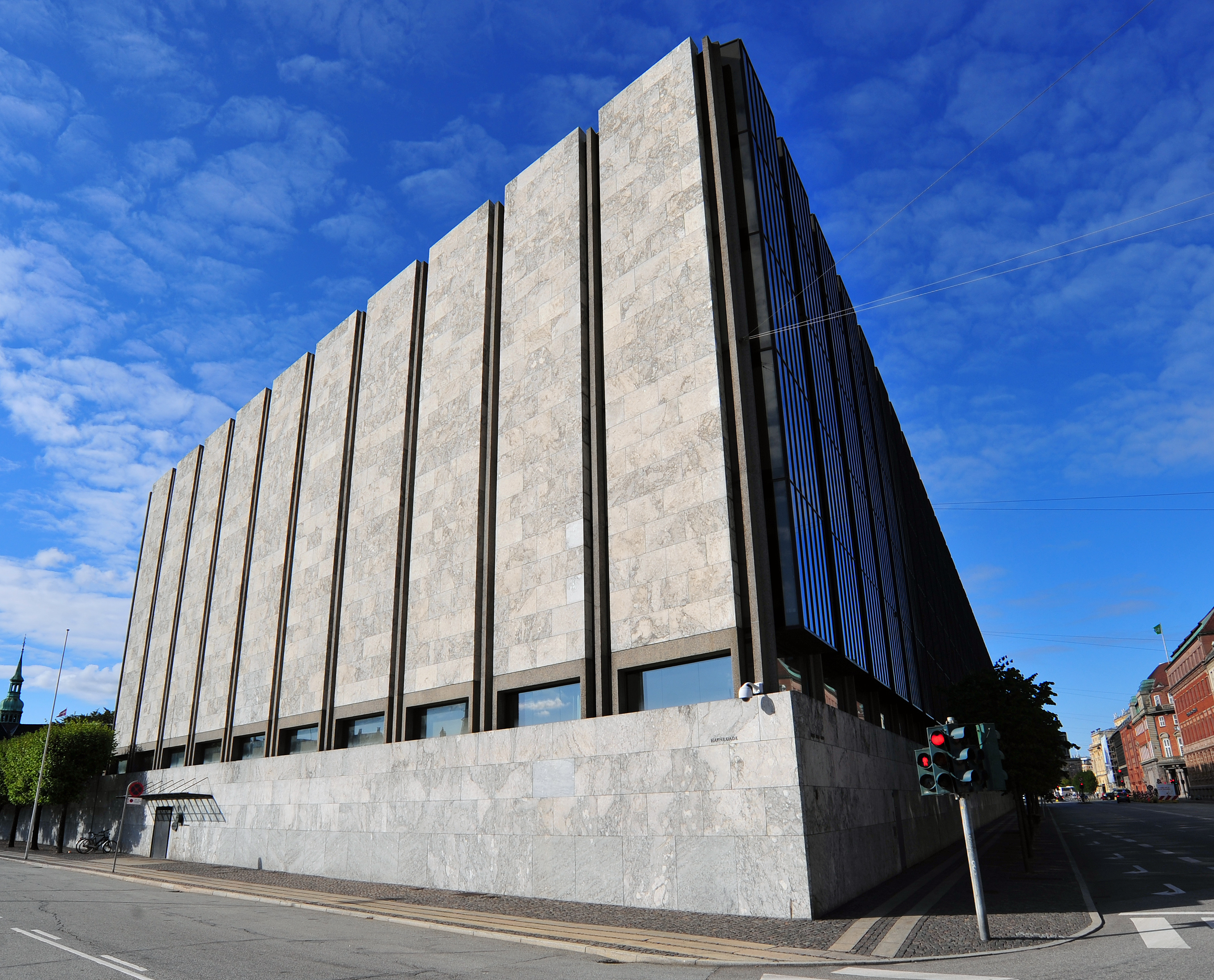
남측
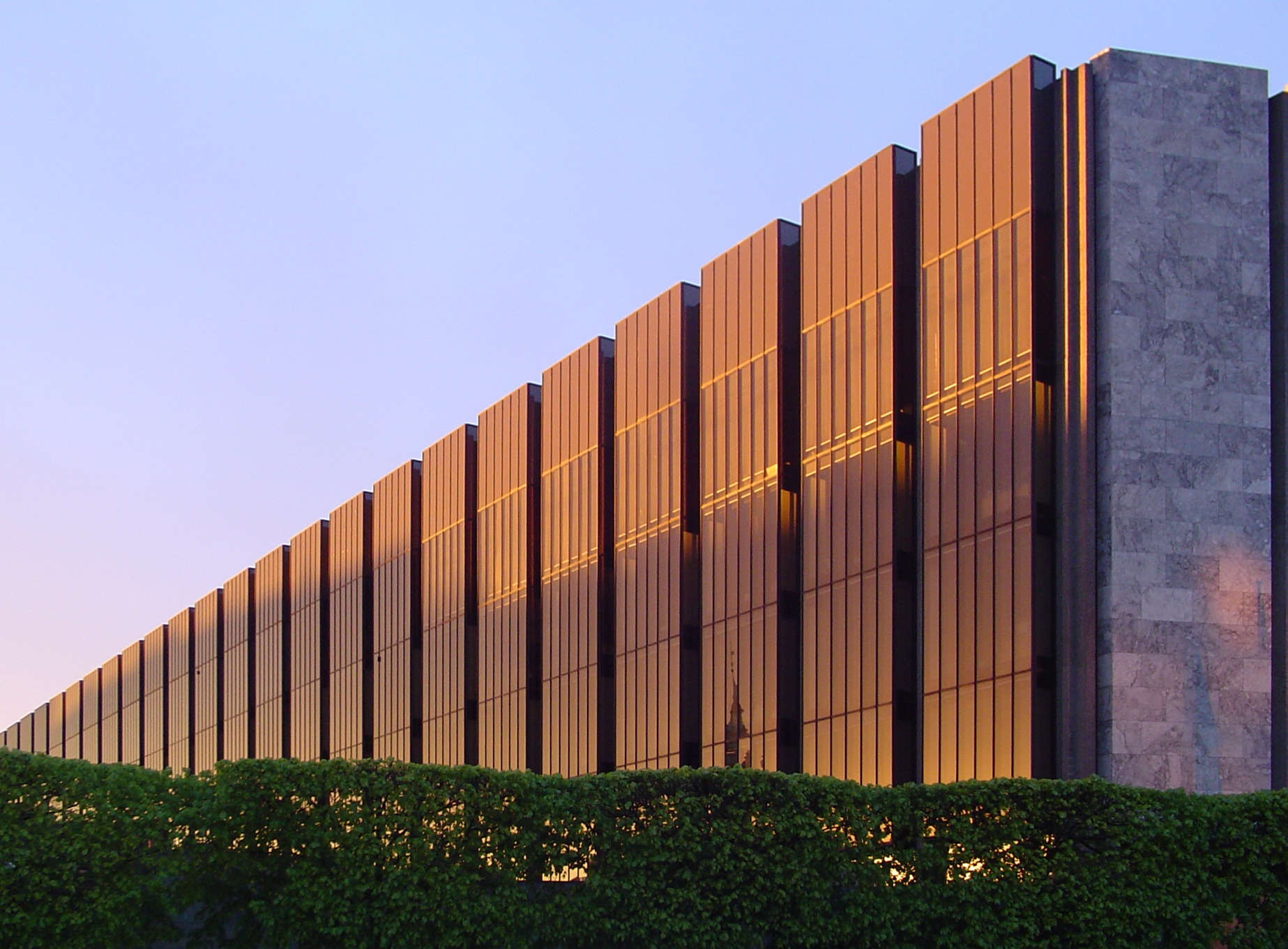
일출 시 건물

## 같이 보기
- 덴마크의 경제
- 유럽 환율 메커니즘